# Kansas City Outlaws
Die Kansas City Outlaws waren eine US-amerikanische Eishockeymannschaft aus Kansas City, Missouri. Das Team spielte in der Saison 2004/05 in der United Hockey League.

## Geschichte
Die Mannschaft wurde 2004 als Franchise der United Hockey League gegründet. In ihrer einzigen Spielzeit belegten sie den fünften und letzten Platz der Western Division. Aufgrund des fehlenden sportlichen Erfolges konnte das Team nicht genügend Zuschauer gewinnen, um die Kosten in der Kemper Arena zu decken. Bei einer Kapazität von über 17.000 Zuschauern lag der Zuschauerschnitt bei 2.800 pro Spiel. Dies war auch der Grund für eine juristische Auseinandersetzung mit einer Druckerei über einen Sponsoren-Vertrag. Am 15. April 2005 gaben die Teambesitzer offiziell die Auflösung der Mannschaft bekannt.

## Saisonstatistik
Abkürzungen: GP = Spiele, W = Siege, L = Niederlagen, T = Unentschieden, OTL = Niederlagen nach Overtime SOL = Niederlagen nach Shootout, Pts = Punkte, GF = Erzielte Tore, GA = Gegentore, PIM = Strafminuten
| Saison  | GP | W  | L  | T | OTL | SOL | Pts | GF  | GA  | Platz       | Playoffs           |
| 2004/05 | 80 | 28 | 45 | — | —   | 7   | 63  | 217 | 290 | 5., Western | nicht qualifiziert |

## Team-Rekorde

### Karriererekorde
Spiele: 78  Mark Lee
Tore: 42  Joe Seroski
Assists: 51  Jason Ruff
Punkte: 80  Jason Ruff
Strafminuten: 207  George Davis